# RZ Голубя
RZ Голубя (лат. RZ Columbae) — двойная затменная переменная звезда типа W Большой Медведицы (EW) в созвездии Голубя на расстоянии приблизительно 1756 световых лет (около 538 парсек) от Солнца. Видимая звёздная величина звезды — от +11,58m до +11m. Орбитальный период — около 0,5652 суток (13,565 часа). Возраст звезды определён как около 291 млн лет.
Открыта Куно Хофмейстером в 1949 году*.

## Характеристики
Первый компонент — белая звезда спектрального класса A. Масса — около 1,926 солнечной, радиус — около 1,62 солнечного, светимость — около 8,456 солнечной. Эффективная температура — около 7957 K.
Второй компонент — белая звезда спектрального класса A.